# قرتال
قَرْتَال (بالتركية: قرتال/Kartal) أحد بلديات إسطنبول تقع في القسم الآسيوي منها، على ساحل بحر مرمرة بين منطقة مال تبة وبنديك.
تتميز بعدد سكان كبير (حوالي 541209)/2008، المساحة الإجمالية لها 147000 م2، ويحيطها من الغرب مال تبة ومن الشمال سلطان بيلي وسنجق تيبي ومن الشرق بنديك.

## التسمية
قرتال معناها: نسر (طائر كاسر)  ، عقاب، رخم.

## تاريخها
مركز قرتال كانت قرية للصيد في شاطئ مرمرة وكانت تسمى  Kartalimen أو Kartalimin باليونانية.

## الحياة بها اليوم
يُقابل قرتال بالبحر جزر الأمراء، لكن المعظم يسافرون على الطرق براً لسهولته للوصول عن الطريق  (d 100)  من جهة الأناضول إلى جسر البوسفور.

## مشروع مدينة قرتال العربية
في 4 يوليو 2007 بلدية إسطنبول الكبرى وبلدية قرتال اعلني النظرة المستقبلية لقرتال ليتم بناء بشكل معين لتكون بيئة ذات طابع عربي.

## مدرسة إمام خطيب
في عام 1985م، تم افتتاح مدرسة «قرتال» (بالتركية: Kartal)‏ في بيكوز (بالتركية: Beykoz)‏ كمدرسة «أناضول إمام خطيب الثانوية» (بالتركية: Kartal Anadolu İmam Hatip Lisesi)‏  والتي كانت تسمى سابقًا «مدرسة بيكوز الأناضول إمام خطيب الثانوية».
وهي أول مدرسة «أناضول» لثانوية إمام خطيب، تدرس العلوم الشرعية بالإضافة إلى لغة أجنبية ومواد العلوم.

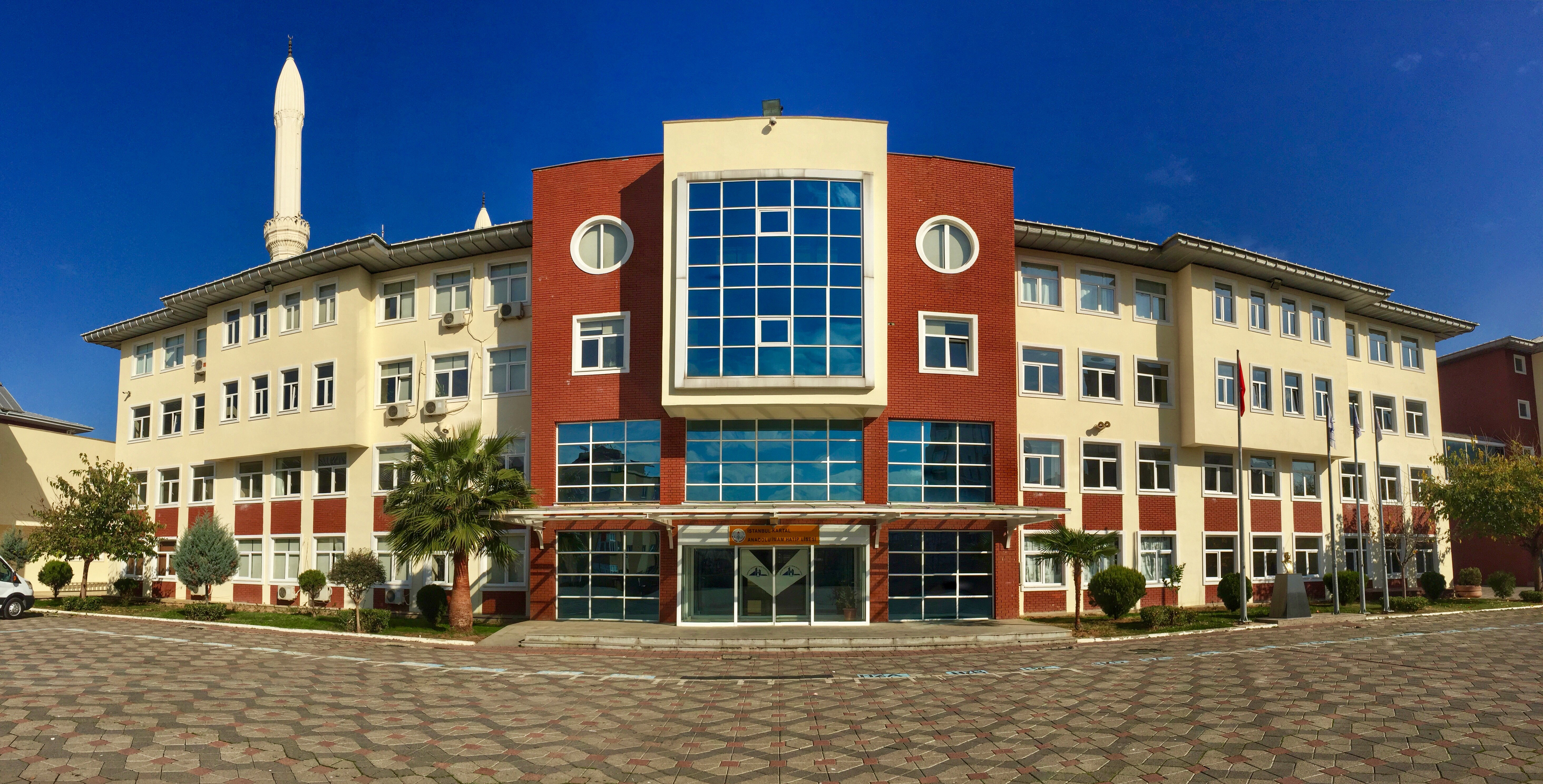
مدرسة أناضول إمام خطيب في قرتال.

## الديانة
معظم سكان قرتال مسلمون مع وجود أرثوذكس وأرمن. يوجد فيها أيضا مسجد محمد معرفي.

## النقل
- مرمراي: مترو عابر تحت مياه مضيق البوسفور.
- العبّارات البحرية: عدد سفن دورية خلال اليوم (بالإنجليزية: Ferryboat)‏.

## التوأمة
- Ardino، بلغاريا
- أسباروكوفو (توضيح)، بلغاريا
- بانوفيتشي، البوسنة والهرسك
- Bor، نيدا، تركيا
- Buzovna، أذربيجان
- Gölpazarı، بيله جك، تركيا
- Çüngüş، ديار بكر، تركيا
- دامال، أرداهان، تركيا
- Esentepe، قبرص الشمالية
- Gölpazarı، بيله جك، تركيا
- حجي بكتاش، نيدا، تركيا
- İmrenler، قونية
- مقاطعة إلفوف، رومانيا
- Kemalpaşa، أرتوين، تركيا
- مودورنو، بورصة، تركيا
- أواجق، تونجلي، تركيا
- معسرتة، ماردين، تركيا
- Pınarhisar، قرقلر ايلي، تركيا
- Sjenica، صربيا
- Subaşı، يالوفا، تركيا
- سوخومي، أبخازيا[8][9]
- فيسوكو، البوسنة والهرسك

## روابط خارجية
- مكتب حكومة قرتال (بالتركية)
- موقع بلدية قرتال